# Metapopulation
En metapopulation är ett ekologiskt begrepp för system av lokala populationer av samma art som är rumsligt åtskilda. De lokala populationerna är så små att de löper en viss risk att dö ut, men de lokala utdöendena kompenseras av att nya lokala populationer uppstår genom kolonisationer. Begreppet myntades av Richard Levins 1970, men det var framför allt under 1990-talet som metapopulationsekologin utvecklades starkt som forskningsfält. I början syftade metapopulationsforskningen till att finna sätt att begränsa problem med skadegörare, men på senare tid har forskningen haft stark koppling till bevarandet av hotade arter.
En metapopulation består av flera lokala populationer som lever i distinkt åtskilda ytor av lämplig livsmiljö (= "habitatfläckar"). Oftast finns också habitatfläckar där det för närvarande inte förekommer någon lokal population, men där kolonisation är möjlig. Habitatfläckarna omges av en för arten olämplig miljö, vilken inom metapopulationsekologin brukar betecknas som "matrix". Enligt de tidiga metapopulationsmodellerna är dynamiken i varje lokal population oberoende av den i andra populationer, och varje lokal population löper risk att dö ut på grund av slumpmässig variation av en liten population. Även om varje enskild population har en begränsad livslängd, kan metapopulationen ändå fortbestå genom kolonisation där arten tidigare har försvunnit.
Det har visat sig att de tidigaste metapopulationsmodellerna (de "klassiska") beskriver system som sällan förekommer i naturen. Därför har man utvecklat konceptet genom att beskriva olika typer av metapopulationer. De kännetecknas av olika mönster för kolonisation och lokalt utdöende. Många metapopulationsstudier har utförts i europeiska kulturlandskap. Numera har metapopulationsforskning bedrivits på många olika organismgrupper (lavar på trädstammar, smådäggdjur, vedskalbaggar, grod- och kräldjur mm).
De mest omfattande metapopulationsstudierna har gjorts på dagfjärilar, där Ilkka Hanskis studier av ängsnätfjärilen på Åland intar en särställning.